# Рязанське намісництво
Ряза́нське намі́сництво (рос. Рязанское наместничество) — адміністративно-територіальна одиниця в Російській імперії в 1778–1796 роках. Адміністративний центр — Рязань. Створене 24 серпня 1778 року на основі Переяслав-Рязанської провінції Московської губернії. Складалося з 12 повітів. 12 грудня 1796 року перетворене на Рязанську губернію.